# Hotelkaufmann
Der Hotelkaufmann bzw. die Hotelkauffrau ist in Deutschland ein staatlich anerkannter Ausbildungsberuf nach Berufsbildungsgesetz.

## Ausbildungsdauer und Struktur
Die Ausbildungsdauer zum Hotelkaufmann beträgt in der Regel drei Jahre. Die Ausbildung erfolgt an den Lernorten Betrieb und Berufsschule. Der Beruf ist in einer gemeinsamen Ausbildungsordnung über die Berufsausbildung im Gastgewerbe verordnet. Diese umfasst die 
Fachkraft im Gastgewerbe, den Restaurantfachmann, den Hotelfachmann, den Fachmann für Systemgastronomie und eben den Hotelkaufmann.

## Arbeitsgebiete
Hotelkaufleute sind für die kaufmännischen Prozesse in einem Hotel verantwortlich. Sie erstellen Rechnungen, führen den Zahlungsverkehr durch, werten Kennzahlen aus und führen Statistiken. Das Ziel ihrer Tätigkeit ist, die durch die Geschäftsführung vorgegebenen Unternehmensziele zu erreichen. Sie sind im Rechnungswesen tätig und kalkulieren Verkaufspreise für die Dienstleistungen in einem Hotel. Sie sind aber auch in der Personalwirtschaft tätig, führen Personalplanungen durch und bearbeiten Personalvorgänge.

## Prüfung
Die Prüfungsaufgaben werden von der Aufgabenstelle für kaufmännische Abschluss- und Zwischenprüfungen (AkA) in Nürnberg erstellt. Prüfungsaufgaben vergangener Zwischen- und Abschlussprüfungen können beim U-Form-Verlag in Solingen erworben werden.

## Berufliche Perspektiven
Nach Abschluss der Ausbildung kann der fertige Hotelkaufmann bzw. die Hotelkauffrau diverse Weiterbildungsmöglichkeiten wie Spezialisierungen in den Bereichen Gastwirtschaft, Finanzwesen und Controlling wählen. Alternativ kann auch ein Meisterabschluss angestrebt oder die Ausbildung zum Fachwirt im Gastgewerbe verfolgt werden, wodurch im Laufe der Karriere auch Führungspositionen besetzt werden können. 